# Palau Reial d'Oslo
El Palau Reial d'Oslo (en noruec: Det kongelige slott) va ser construït durant la primera meitat del segle xix com la residència noruega del rei noruec i suec Carles XIV de Suècia. És la residència oficial de l'actual monarca noruec. La parella de prínceps hereus resideixen a Skaugum, al municipi d'Asker, als afores d'Oslo, mentre que les tres princeses de Noruega viuen en propietats a Oslo, Fredrikstad i Rio de Janeiro, Brasil.

## Història
Fins a la finalització de les obres del Palau Reial, els membres de la dinastia Bernadotte residien al Paleet, una magnífica finca urbana a Christiania, llegada a l'estat el 1805 per ser utilitzada com a residència reial. El rei Carles III de Noruega no va veure mai el seu palau acabat, però els seus successors Òscar I, Carles V de Suècia i Òscar II de Suècia van utilitzar-lo durant les seves estades a Christiania (a l'actual Oslo). Passaven la major part del seu temps a la capital sueca, Estocolm, però cada any intentaven passar alguns mesos a Noruega. Oscar II era un visitant freqüent, però preferia utilitzar la seva villa marinera a Bygdøy durant les seves vacances estivals, mentre la reina Sofia es quedava a la seva residència rural de Skinnarbøl, a prop de la frontera sueca, pel bé de la seva salut. Oscar II estava absent del seu palau durant 1905, l'any de la dissolució de la unió entre Noruega i Suècia, però el seu fill, el príncep hereu Gustau V de Suècia, va fer dues visites curtes que van ser fracassos per salvar la unió.

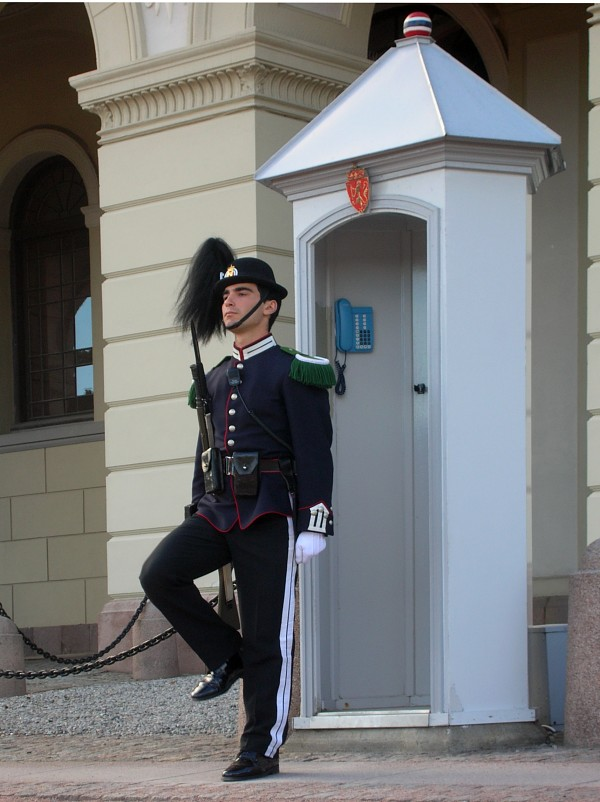
Guàrdia reial davant del Palau Reial

La dinastia Bernadotte va renunciar al tron noruec el 1905 i va ser succeïda pel príncep danès Carles, que va fer-se anomenar Haakon VII quan va acceptar la seva elecció com a rei d'una Noruega completament independent. Va ser el primer monarca a utilitzar el palau com a residència permanent.
El palau va ser dissenyat per l'arquitecte d'origen danès Hans Linstow (1787-1851). El projecte es va iniciar a l'Stortinget (Parlament noruec) el 1821, la primera pedra va ser col·locada pel rei el 1825 i l'edifici va ser acabat el 1849, durant el regnat d'Òscar I. Durant el regnat i residència del rei Olav V de 1957 a 1991, el Palau Reial no va ser renovat ni mantingut suficientment. Quan l'actual monarca Harald V va començar un projecte de renovació comprensible, va ser criticat degut a la gran quantitat de diners que es necessitaven per retornar al palau un estat satisfactori. Des que van començar el 2002 les visites públiques, el públic general ha pogut veure i apreciar la renovació i l'esplendor que ara exhibeix el palau.